# Fridrich Kuczyński
Fridrich Kuczyński, inna spotykana pisownia Fridrich Kuczyńsky (ur. 1914, w Suczowie, zm. 1948, według innych źródeł 22 lutego 1949) – zbrodniarz wojenny, narodowy socjalista, kierownik referatu ds. żydowskich przy Specjalnym Pełnomocniku Reichsfurera SS i Szefa Policji ds. zatrudnienia Obcych Narodowości na terenie Zagłębia Dąbrowskiego. Uczestnik między innymi selekcji z 12 sierpnia 1942 r. na boisku klubu sportowego Hakoachu w getcie będzińskim, kiedy to wybrano część osób deportowanych następnie do obozu zagłady.
Za zbrodnie popełnione w czasie okupacji na narodzie żydowskim został skazany w 1948 r. przez Sąd Okręgowy w Sosnowcu na karę śmierci. Wyrok wykonano przez powieszenie.